# 2090 Mizuho
2090 Mizuho је астероид главног астероидног појаса са средњом удаљеношћу од Сунца која износи 3,073 астрономских јединица (АЈ).
Апсолутна магнитуда астероида је 10,99.